# Kasemattenbahn

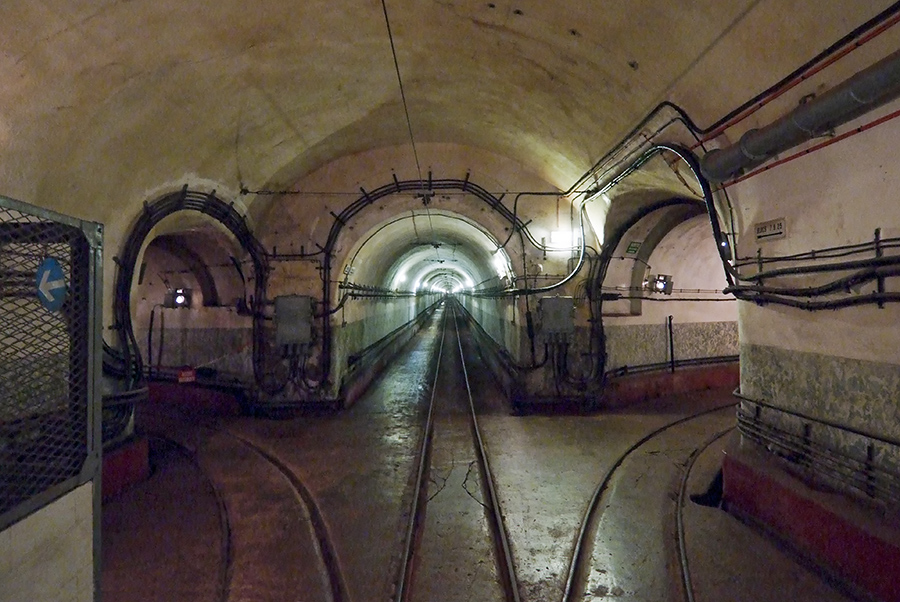
Streckenverzweigung im Fort Hackenberg (2010)

Eine Kasemattenbahn ist eine Eisenbahn für die spezielle Verwendung in befestigten militärischen Einrichtungen. Sie ist in der Regel als Schmalspurbahn ausgeführt. Im Unterschied zu beweglichen Feldbahnen im militärischen Einsatz (Heeresfeldbahn, Trench Railways) sind Kasemattenbahnen fixer Teil einer Verteidigungsanlage oder eines Depots.

## Beschreibung
Die Bahnen dienen der Versorgung mit Nachschub innerhalb der engen Gänge der Kasematten. Kasemattenbahnen existierten in nahezu jeder Militäranlage, die bis in die 1950er Jahre errichtet wurde. Neben kleineren Anlagen in einer Vielzahl von Standorten wurden größere Netze in den Verteidigungsanlagen der 1930er und 1940er Jahre angelegt. Auf deutscher Seite z. B. in Stellungen des Westwalls und im Atlantikwall, auf alliierter Seite z. B. in der Maginot-Linie.
Durch die meist innerhalb von Gebäuden, oft unterirdische Anlage weisen Kasemattenbahnen viele Ähnlichkeiten zu Grubenbahnen auf. Während auf kleineren Netzen die Wagen meist von Hand betrieben wurden, kamen ansonsten meist batteriebetriebene, seltener dampf- oder dieselbetriebene Lokomotiven zum Einsatz. In Munitionslagern wurden vereinzelt auch Druckluftlokomotiven verwendet, um eine Explosionsgefahr zu vermeiden. Bei neueren Großanlagen wie z. B. dem Fort Hackenberg der Maginot-Linie wurde auch mit Oberleitung gefahren. Diese Bahn wird heute als Teil des Museums betrieben.
Im zivilen Bereich wurden ähnliche Anlagen zur Postbeförderung in manchen Städten gebaut, wie die Post-U-Bahn München.